# دونا بيلي
دونا بيلي (بالإنجليزية: Dona Bailey)‏ هي مبرمجة ومصممة ألعاب وأستاذة جامعية وعَالِمَة حاسوب أمريكية، ولدت في 1955 في ليتل روك في الولايات المتحدة.